# Carlo Hintermann
Carlo Hintermann (Milano, 2 aprile 1923 – Acireale, 7 gennaio 1988) è stato un attore e doppiatore italiano.

## Biografia
Carlo Hintermann (talvolta indicato come Hinterman) esordì nel cinema nel 1950 nel film Miss Italia, diretto da Duilio Coletti e in teatro, nel 1957, all'Arlecchino (poi Teatro Flaiano) di Roma con diversi atti unici. È ricordato per essere stato interprete di diversi sceneggiati televisivi degli anni sessanta.
Nonostante Vittorio Gassman l'avesse voluto in Irma la dolce, nel ruolo di Bob La Freccia, si é sempre sentito penalizzato dal suo aspetto fisico marcatamente nordico (capelli biondi, occhi azzurri, tratti duri, fra il teutonico e l'anglosassone), cosa che ha relegato la sua presenza nel cinema (lanciata nella commedia all'italiana e proseguita con almeno un centinaio di pellicole) a ruoli da antagonista, interpretando spesso ruoli come quello di ufficiale nazista o spia sovietica.
Ha preso parte anche a tre serie di sketch di Carosello: nel 1958, insieme a Dario Fo, in sketch per l'Agip; nel 1961, antagonista di Ubaldo Lay, per gli orologi Revue della Melville e nel 1972 per la Venchi-Talmone.
Morì nel 1988 in un incidente stradale ad Acireale, in provincia di Catania.

## Omaggi
- Vico del Gargano, località pugliese sede dell'Estate Teatrale Vichese, gli ha intitolato l'anfiteatro comunale.

## Filmografia

### Cinema
- Miss Italia, regia di Duilio Coletti (1950)
- Abbiamo vinto!, regia di Robert Adolf Stemmle (1951)
- Ombre sul Canal Grande,  regia di Glauco Pellegrini (1951)
- Giovinezza, regia di Giorgio Pàstina (1952)
- Fratelli d'Italia, regia di Fausto Saraceni (1952)
- La cieca di Sorrento, regia di Giacomo Gentilomo (1952)
- Canzoni di mezzo secolo, regia di Domenico Paolella (1952)
- Europa '51, regia di Roberto Rossellini (1952)
- Il viale della speranza, regia di Dino Risi (1953)
- Traviata '53, regia di Vittorio Cottafavi (1953)
- Violenza sul lago, regia di Leonardo Cortese (1954)
- Mamma, perdonami!, regia di Giuseppe Vari (1954)
- Gran varietà, regia di Domenico Paolella (1954)
- Cronaca di un delitto, regia di Mario Sequi (1954)
- Attila, regia di Pietro Francisci (1954)
- Amori di mezzo secolo, registi vari (1954)
- Addio alle armi (A Farewell to Arms), regia di Charles Vidor e John Huston (1957)
- Il corsaro della mezzaluna, regia di Giuseppe Maria Scotese (1957)
- La Gerusalemme liberata, regia di Carlo Ludovico Bragaglia (1957)
- Rascel-Fifì, regia di Guido Leoni (1957)
- Rascel Marine, regia di Guido Leoni (1958)
- Jovanka e le altre (5 Branded Women), regia di Martin Ritt (1960)
- Olympia (A Breath of Scandal), regia di Michael Curtiz (1960)
- Pugni pupe e marinai, regia di Daniele D'Anza (1961)
- Le prigioniere dell'isola del diavolo, regia di Domenico Paolella (1961)
- Il giustiziere dei mari, regia di Domenico Paolella (1961)
- La città prigioniera, regia di Joseph Anthony (1962)
- Un treno è fermo a Berlino (Verspätung in Marienborn), regia di Rolf Hädrich (1963)
- Mark Donen agente Z-7 (Rembrandt 7 antwortet nicht...), regia di Giancarlo Romitelli (1965)
- Agente S03 operazione Atlantide, regia di Domenico Paolella (1965)
- New York chiama Superdrago, regia di Giorgio Ferroni (1966)
- Un milione di dollari per 7 assassini, regia di Umberto Lenzi (1966)
- L'estate, regia di Paolo Spinola (1966)
- Tiffany memorandum, regia di Sergio Grieco (1967)
- Wanted, regia di Giorgio Ferroni (1967)
- I barbieri di Sicilia, regia di Marcello Ciorciolini (1967)
- Attentato ai tre grandi, regia di Umberto Lenzi (1967)
- La morte non ha sesso, regia di Massimo Dallamano (1968)
- Il vento notturno, regia di Ottavio Spadaro (1968)
- Ordine delle SS: eliminate Borman! (El último dia de la guerra), regia di Juan Antonio Bardem (1968)
- Il sasso in bocca, regia di Giuseppe Ferrara (1970)
- Rangers: attacco ora X, regia di Roberto Bianchi Montero (1970)
- Quella piccola differenza, regia di Duccio Tessari (1970)
- Roma bene, regia di Carlo Lizzani (1971)
- Fratello sole, sorella luna, regia di Franco Zeffirelli (1972)
- Dio, sei proprio un padreterno!, regia di Michele Lupo (1973)
- Irene, Irene, regia di Peter Del Monte (1975)
- Occhi dalle stelle, regia di Mario Gariazzo (1978)
- Tanto va la gatta al lardo..., regia di Marco Aleandri (1978)
- Ridendo e scherzando, regia di Marco Aleandri (1978)

### Televisione
- L'idiota, regia di Giacomo Vaccari – miniserie TV (1959)
- Le avventure della squadra di stoppa, regia di Aldo Grimaldi – miniserie TV (1964)
- Za-bum, regia di Mario Mattoli – varietà TV (Secondo Canale, 1964)
- La cittadella, regia di Anton Giulio Majano – miniserie TV (1964)
- Filippo, regia di Vito Molinari – film biografico (1965)
- La donna di fiori, regia di Anton Giulio Majano – miniserie TV (1965)
- Vita di Dante, regia di Vittorio Cottafavi – miniserie TV (1965)
- Le inchieste del commissario Maigret – serie TV, episodio L'innamorato della signora Maigret (1966)
- Caravaggio, regia di Silverio Blasi – miniserie TV (1967)
- Vita di Cavour, regia di Piero Schivazappa – miniserie TV (1967)
- Il complotto di luglio, regia di Vittorio Cottafavi – film TV (1967) - Teatro inchiesta
- Processi a porte aperte – serie TV, episodio La tragedia Hopewell (1968)
- Il mestiere di vincere – miniserie TV (1968)
- La freccia nera, regia di Anton Giulio Majano – miniserie TV (1968)
- La polizia, regia di Dante Guardamagna – film TV (1969)
- Coralba, regia di Daniele D'Anza – miniserie TV (1970)
- Un certo Harry Brent, regia di Leonardo Cortese – miniserie TV (1970)
- Il segno del comando, regia di Daniele D'Anza – miniserie TV (1971)
- Le tigri di Mompracem – miniserie TV (1974)
- Dedicato a un medico – miniserie TV (1974)
- In nome di Sua Maestà, episodio Processo al generale Baratieri per la sconfitta di Adua (1974)
- Il dipinto, regia di Domenico Campana – miniserie TV (1974)
- Macbeth – prosa televisiva (1975)
- Les Grands détectives – miniserie TV (Francia-Germania) (1975)
- Rosso veneziano, regia di Marco Leto – miniserie TV (1976)
- Costanza – prosa televisiva (1976)
- Il commissario De Vincenzi – serie TV, episodio Il mistero di Cinecittà (1977)
- Storie della camorra, regia di Paolo Gazzara – miniserie TV (1978)
- Accadde a Zurigo – miniserie TV (1981)
- A grande richiesta – programma TV, puntata Machiavelli (1981)
- La sconosciuta – film TV (1982)
- L'occhio di Giuda, regia di Paolo Poeti – miniserie TV (1982)
- Aeroporto internazionale – serie TV (1987)
- Passioni – serial TV (1989) - postumo

## Teatro
- I diari di Pier Benedetto Bertoli, regia di Alberto Bonucci. Teatro Nuovo di Milano, 3 maggio 1959.
- Il leone d'inverno di James Goldman, regia di Roberto Marcucci. Teatro Augusto di Casamassima, 12 febbraio 1986.

## Doppiaggio

### Film
- Bill McKinney in Il texano dagli occhi di ghiaccio
- John Houseman in Squilli di morte
- Dan Mason in Giochi stellari
- Anthony Dawson in Da uomo a uomo
- Nigel Davenport in Momenti di gloria
- John Vernon in Filo da torcere
- Thomas Hill ne La storia infinita
- Wild Bill Elliott in I violenti dell'Oregon
- Karl Scheydt in Effi Briest
- Jun Tazaki in Gli eredi di King Kong
- George D. Wallace ne Il pianeta proibito
- Bruce Cabot in Berretti verdi
- voce narrante in Gli invasori

### Cartoni animati
- Ispettore Nasy in Le incredibili indagini dell'ispettore Nasy
- Brunga in Chobin, il principe stellare